# Arcadia 2001
L'Arcadia 2001 (in Italia commercializzata come Leonardo da GiG) è una console di seconda generazione a 8 bit, distribuita dalla Emerson Radio Corp.
Questo sistema viene considerato il maggior flop tra le console a 8 bit. Nonostante l'insuccesso e gli scarsi esemplari venduti, non è così raro da trovare per gli appassionati di retrogaming.

## Storia
Emerson, che già produceva elettronica di consumo, decise di entrare nel mercato delle console. Per farlo, utilizzò un chipset appena prodotto da Signetics composto dalla CPU Signetics 2650 e dal chip audio/video Signetics 2637 che Philips, al cui gruppo apparteneva Signetics, distribuiva come kit di sviluppo appositamente pensato per realizzare videogiochi.
Nel 1982 la società Arcadia Corporation produsse l'Arcadia Supercharger, un accessorio per l'Atari 2600. In seguito a questo Arcadia Corporation venne citata in giudizio dalla Emerson per infrazione di marchi commerciali, perse la causa e fu costretta a cambiare il suo nome in Starpath.
In passato si pensava che Emerson avesse dato in licenza l'Arcadia 2001 in tutto il mondo, e che tutte le 30 e più console software compatibili fossero cloni della Arcadia 2001. In realtà Philips decise di distribuire il chipset 2650/2637 sviluppato da Signetics in licenza a molte aziende sparse in tutto il mondo che lo utilizzarono per produrre diverse console identiche a livello di hardware ma vendute con nomi differenti, differenti nelle dimensioni delle cartucce ma tutte tra loro software compatibili. Non si può quindi dire che l'Arcadia 2001 è la console da cui si sia originata un'intera famiglia: è solamente la più famosa tra tutte le sorelle.
La console venne sviluppata come concorrente diretta dell'Atari 2600. Di per sé il sistema era superiore a quello di Atari e con una grafica simile a quella dell'Intellivision e dell'Odyssey², potendo generare immagini ad 8 colori con una risoluzione di 208×128 pixel, ma l'assenza di supporto da parte degli sviluppatori di giochi e la mancanza di conversioni di rilievo non le permisero di poter intaccare il predominio della rivale. Emerson in verità aveva sviluppato le conversioni di molti famosi titoli arcade dell'epoca, inclusi Pacman, Galaxian e Defender. Atari, però, iniziò a perseguire legalmente i suoi concorrenti che mettevano in commercio titoli dei quali deteneva i diritti, ed Emerson rimase bloccata con migliaia di giochi già prodotti che non potevano più essere venduti (negli USA).
Inoltre l'Arcadia 2001 non fu tecnicamente in grado di competere con i più avanzati sistemi che si affacciarono quasi contemporaneamente sul mercato, come l'Atari 5200 ed il ColecoVision, e dopo neanche un anno e mezzo la console era già in vendita a 99 dollari, quando al momento del debutto era stata prezzata a 199 dollari. Per la console furono alla fine realizzati solo una cinquantina di giochi, compresi diversi cloni di arcade.

## Caratteristiche

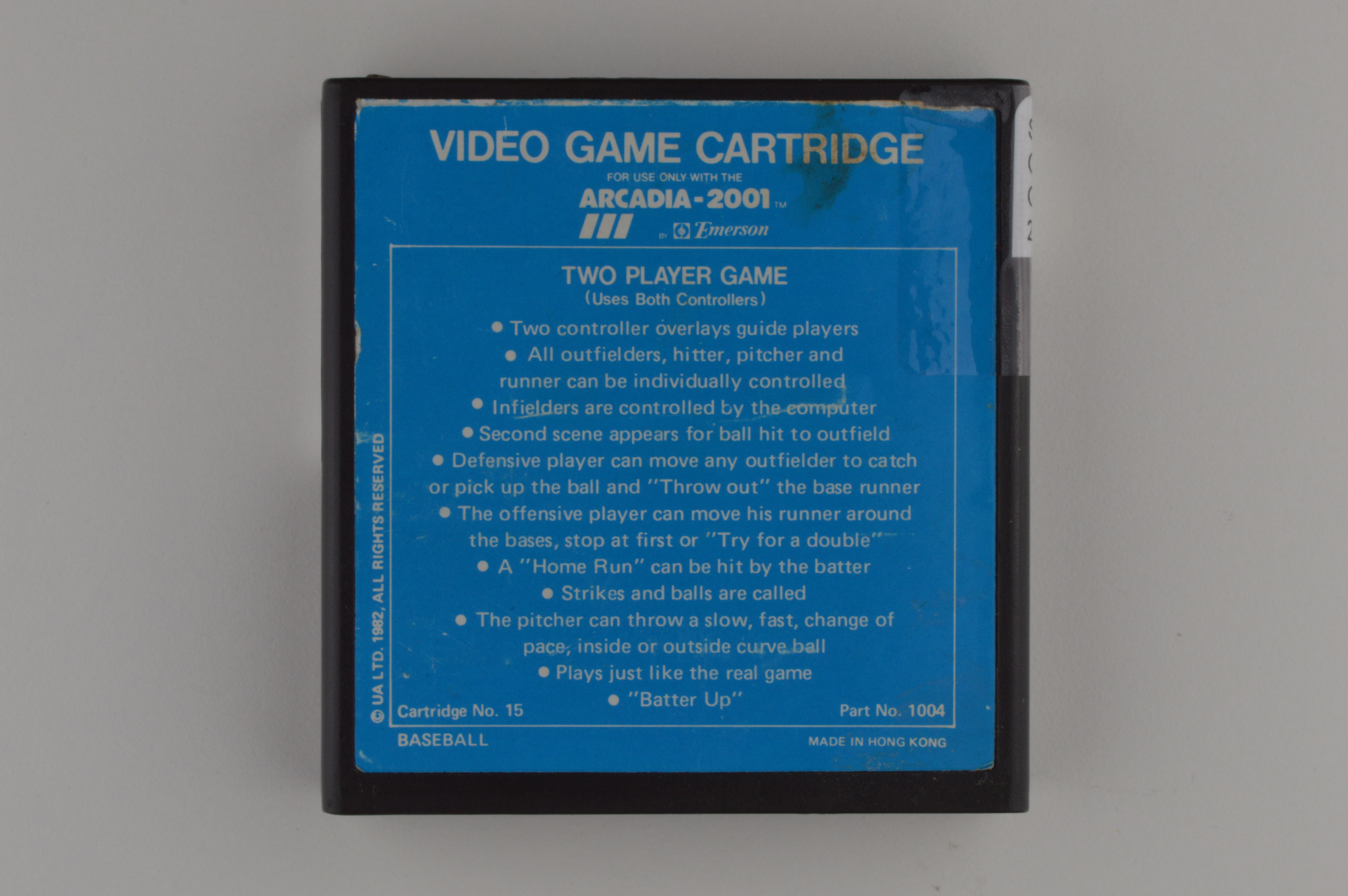
Cartuccia del gioco Baseball

L'Arcadia 2001 in origine era stata concepita come console portatile, come si nota dalle sue dimensioni, più piccole rispetto a quelle delle altre console a lei contemporanee. Il sistema è alimentato da una presa standard a 12 volt, potendo così permetterne l'utilizzo su una barca o un camper; la sua effettiva portabilità tuttavia dipendeva dalla presenza di un televisore portatile, che era estremamente raro nei primi anni ottanta. L'Arcadia ha anche due prese output (o input) per cuffie sul retro dell'unità, sulle estremità laterali.
Il sistema veniva fornito con due gamepad simili a quelli dell'Intellivision, ma con 2 pulsanti in più sui lati. I control pad avevano buchi a vite nel loro centro, in modo da poterli trasformare in un joystick, come nel Gravis PC GamePad. Nella maggior parte dei giochi veniva messa a disposizione una pellicola plastificata (PET) applicabile sui tasti del controller, per indicare la funzione di ogni tasto. La console stessa ha 5 bottoni: "power", "start", "reset", "option" e "select".
Esistono almeno 3 differenti tipi di cartucce (e relative etichette), ognuna con qualche variazione. Le cartucce di tipo Emerson erano prodotte in 2 differenti lunghezze (quelle del tipo più corto in particolare rassomigliano alle cartucce dell'Atari 2600), entrambe utilizzanti lo stesso stile di disegno per l'etichetta. Le cartucce di tipo MPT-03 (vedi sotto) ricordavano quelle del Super Nintendo per dimensione e forma, ma erano realizzate in plastica marrone; le loro etichette usavano uno stile più moderno, con solo un disegno minimale su di esse. Esiste infine anche una famiglia di quelle che sembrerebbero essere cartucce pirata, che differiscono dalle altre per forma, dimensione o etichetta. Le differenti versioni di etichettatura usano comunque tutte la stessa cartuccia.

## Varianti
L'hardware alla base dell'Arcadia 2001 è stato dato in licenza da Philips a parecchie aziende, che hanno realizzato console simili vendute con differenti nomi: tutte le console hanno quindi il medesimo hardware. Non tutte le console sono compatibili fra loro per via del fatto che a volte è stato utilizzato uno slot per le cartucce di forma diversa: a parte questo, tutte le console sono invece compatibili a livello di software. Esistono principalmente 2 grandi famiglie: la famiglia detta "Emerson", che raggruppa le console prodotte usando le cartucce in formato Emerson, e che sono compatibili con le cartucce dell'Arcadia 2001, e la famiglia "MPT-03", che raggruppa le console che usano le cartucce in formato Prestige MPT-03. Parallelamente a queste esistono diverse altre famiglie più piccole basate sul formato di cartucce di uno dei tanti modelli prodotti.
| Nome                                | Produttore            | Paese         | Famiglia di compatibilità | Immagine |
| ----------------------------------- | --------------------- | ------------- | ------------------------- | -------- |
| Home Arcade                         | Advision              | Francia       | Emerson console           |          |
| Arcadia                             | Bandai                | Giappone      | Emerson console           |          |
| Arcadia 2001                        | Emerson               | U.S.A.        | Emerson console           |          |
| Cosmos                              | Tele-Computer         | Spagna        | Emerson console           |          |
| Dynavision                          | Morning-Sun Commerce  | Giappone      | MPT-03 console            |          |
| Ekusera                             | P.I.C.                | Giappone      | MPT-03 console            |          |
| Hanimex MPT-03                      | Hanimex               | Francia       | MPT-03 console            |          |
| HMG-2650                            | Hanimex               | Germania      | Emerson console           |          |
| Home Arcade Centre                  | Hanimex               | Francia       | Emerson console           |          |
| Intelligent Game MPT-03             | Intelligent Game      | U.S.A         | MPT-03 console            |          |
| Intercord XL 2000 System            | Intercord             | Germania      | Emerson console           |          |
| Intervision 2001                    | Intervision           | Svizzera      | Ormatu console            |          |
| ITMC MPT-03                         | ITMC                  | Francia       | MPT-03 console            |          |
| Leisure-Vision                      | Leisure-Dynamics      | Canada        | Emerson console           |          |
| Leonardo                            | GiG                   | Italia        | Emerson console           |          |
| Home Entertainment Centre Ch-50     | Inno-Hit              | Italia        | Emerson console           |          |
| Ormatu 2001                         | Ormatu Electronics BV | Paesi Bassi   | Ormatu console            |          |
| Palladium Video Computer Game       | Neckermann            | Germania      | Palladium console         |          |
| Polybrain Video Computer Game       | Polybrain             | Germania      | Palladium console         |          |
| Poppy MPT-03 Tele Computer Spiel    | Poppy                 | Germania      | MPT-03 console            |          |
| Prestige Video Computer Game MPT-03 | Prestige              | Francia       | MPT-03 console            |          |
| Rowtron 2000                        | Rowtron               | Gran Bretagna | MPT-03 console            |          |
| Schmid TVG-2000                     | Schmid                | Germania      | Emerson console           |          |
| Sheen Home video Centre 2001        | Sheen                 | Australia     | Ormatu console            |          |
| Soundic MPT-03                      | Soundic               | Finlandia     | MPT-03 console            |          |
| Mr. Altus, Tele Gehirn(tele brain)  | HGS Electronic        | Germania      | Palladium console         |          |
| Tele-Fever                          | Tchibo                | Germania      | Emerson console           |          |
| Tempest MPT-03                      | Tempest               | Australia     | MPT-03 console            |          |
| Tobby MPT-03                        | Tobby                 | Tobby         | MPT-03 console            |          |
| Trakton Computer Video Game         | Trakton               | Australia     | Palladium console         |          |
| Tryom Video Game Center             | Tryom                 | U.S.A         | MPT-03 console            |          |
| Tunix Home Arcade                   | Monaco Leisure        | Nuova Zelanda | Emerson console           |          |
| UVI Compu-Game                      | Orbit Electronics     | Nuova Zelanda | Orbit console             |          |
| Video Master                        | Grandstand            | Nuova Zelanda | Orbit console             |          |

Ogni console ha avuto un differente numero di giochi pubblicati; ad esempio la Schmidt ha ripubblicato a suo tempo tutti i giochi realizzati per l'Arcadia 2001, altre aziende produttrici di cloni invece ne misero in commercio solo una parte, come ad esempio la Tele-fever che pubblicò in tutto solo 4 giochi.
La console Palladium ha un differente connettore/pinout della cartuccia e 4 tasti extra per controller.

## Specifiche tecniche
- Processore Principale: Signetics 2650 CPU a 3.58/4 MHz (per NTSC) o 4.433/5 MHz (per PAL)
  - Alcuni cloni hanno un Signetics 2650A
- RAM: 1kbit x 8 (fisicamente presenti ma solo 512 byte disponibili) (originariamente erano stati promessi 28k)
- ROM: Nessuna
- Video Display: 208 × 128 / 104 × 128, 8 colori
- Video Controller: Signetics 2637 UVI
- Suono: "Beeper" a Singolo Canale + Generatore di rumore a Singolo canale
- Sprites Hardware: 4 indipendenti, 8x8, mono colore
- Controllers: 2 x 2 assi Joystick Analogici
- Keypads: 2 x 12 bottoni (alcuni cloni avevano tasti aggiuntivi)
- Console: 3 bottoni sull'unità principale più il bottone di Reset della CPU

## Videogiochi
Parecchi dei giochi per la Arcadia 2001 sono conversioni di arcade meno conosciuti, come per esempio Route 16 e Jungler. Giochi differenti erano disponibili per i vari cloni dell'Arcadia 2001. Altri erano cloni di arcade o giochi per altre piattaforme: ad esempio, "Space Raiders" era un clone di Defender, "Breakaway" era un clone di Breakout. Queste ROM di gioco sono state pubblicate con licenza di Pubblico dominio come abandonware.
| Nome                                                | Anno | Dimens. ROM | Esistenza  | Produttore |
| --------------------------------------------------- | ---- | ----------- | ---------- | ---------- |
| 3-D Bowling                                         | 1982 | 4k          | Confermata |            |
| 3-D Raceway                                         |      |             | Ipotizzata |            |
| 3-D Soccer                                          | 1983 | 8k          | Confermata |            |
| Alien Invaders                                      | 198? | 4k          | Confermata |            |
| American Football                                   | 1982 | 6k          | Confermata |            |
| Astro Invader                                       | 1982 | 4k          | Confermata |            |
| Auto Race                                           | 198? | 4k          | Confermata |            |
| Baseball                                            | 1982 | 4k          | Confermata |            |
| Basketball                                          | 198? | 4k          | Confermata |            |
| Black Jack & Poker                                  | 198? | 4k          | Confermata |            |
| Boxing                                              | 1982 | 4k          | Confermata |            |
| Brain Quiz                                          | 1982 | 4k          | Confermata |            |
| Breakaway                                           | 1982 | 4k          | Confermata |            |
| Capture                                             | 1982 | 2k          | Confermata |            |
| Cat Trax                                            | 1982 | 4k          | Confermata |            |
| Centipede                                           |      |             | Ipotizzata |            |
| Circus                                              | 198? | 4k          | Confermata |            |
| Combat                                              | 198? | 4k          | Confermata |            |
| Crazy Gobbler (clone di Pac-man)                    | 1982 | 2k          | Confermata |            |
| Crazy Climber                                       | 1982 | 4k          | Confermata |            |
| Doraemon (solo in Giappone)                         | 198? |             | Confermata | Bandai     |
| Dr. Slump (solo in Giappone)                        | 198? |             | Confermata | Bandai     |
| Escape                                              | 1982 | 4k          | Confermata |            |
| Fun with Math                                       |      |             | Ipotizzata |            |
| Funky Fish                                          | 1983 | 8k          | Confermata |            |
| Galaga                                              |      |             | Ipotizzata |            |
| Galaxian                                            |      |             | Ipotizzata |            |
| Golf                                                | 198? | 6k          | Confermata |            |
| Grand Prix 3-D                                      |      |             | Ipotizzata |            |
| Grand Prix de Monaco                                | 198? | 4k          | Confermata |            |
| Grand Slam Tennis                                   | 1982 | 8k          | Confermata |            |
| Hobo                                                | 1983 | 8k          | Confermata |            |
| Home Squadron                                       |      |             | Ipotizzata |            |
| Horse Racing                                        | 198? | 4k          | Confermata |            |
| Jump Bug                                            | 1982 | 8k          | Confermata |            |
| Jungler                                             | 1982 | 8k          | Confermata |            |
| Missile War                                         | 1982 | 4k          | Confermata |            |
| Mobile Soldier Gundam (solo in Giappone)            | 198? |             | Confermata | Bandai     |
| Nibblemen                                           | 198? | 4k          | Confermata |            |
| Ocean Battle                                        | 1982 | 4k          | Confermata |            |
| Panzerspiel                                         | 198? | 4k          | Confermata |            |
| Parashooter                                         | 1983 | 4k          | Confermata |            |
| Pinball                                             |      |             | Ipotizzata |            |
| Pleiades                                            | 1983 | 8k          | Confermata |            |
| R2D Tank                                            | 1982 | 4k          | Confermata |            |
| Red Clash                                           | 1982 | 4k          | Confermata |            |
| Robot Killer (clone di Berzerk)                     | 1982 | 4k          | Confermata |            |
| Route 16                                            | 1983 | 8k          | Confermata |            |
| Soccer                                              | 1982 | 4k          | Confermata |            |
| Space Attack                                        | 1982 | 4k          | Confermata |            |
| Space Chess                                         |      |             | Ipotizzata |            |
| Space Mission                                       | 1982 | 4k          | Confermata |            |
| Space Raiders                                       | 1982 | 4k          | Confermata |            |
| Space Squadron                                      | 1982 | 4k          | Confermata |            |
| Space Vultures                                      | 1982 | 6k          | Confermata |            |
| Spiders                                             | 1982 | 4k          | Confermata |            |
| Star Chess                                          | 1982 | 4k          | Confermata |            |
| Super Bug                                           |      |             | Ipotizzata |            |
| Super Dimension Fortress Macross (solo in Giappone) | 1983 |             | Confermata | Bandai     |
| Super Gobbler                                       | 1982 | 4k          | Confermata |            |
| Tanks A Lot                                         | 1982 | 4k          | Confermata |            |
| The End                                             | 1982 | 4k          | Confermata |            |
| Turtles/Turpin                                      | 1982 | 4k          | Confermata |            |
| Video-Lexikon (dizionario)                          | 198? |             | Confermata |            |